# Episodi di New Tricks - Nuove tracce per vecchie volpi (quarta stagione)
La quarta stagione di New Tricks - Nuove tracce per vecchie volpi è composta da 8 episodi. In Italia viene trasmessa su Giallo, canale 38 del digitale terrestre.
| nº | Titolo originale   | Titolo italiano         | Prima TV UK    | Prima TV Italia |
| -- | ------------------ | ----------------------- | -------------- | --------------- |
| 1  | Casualty           | Indagini in corsia      | 9 aprile 2007  | 2008            |
| 2  | God's Waiting Room | Anticamera per l'aldilà | 16 aprile 2007 | 2008            |
| 3  | Ducking & Diving   | Immersione fatale       | 23 aprile 2007 | 2008            |
| 4  | Nine Lives         | Eredi a sorpresa        | 30 aprile 2007 | 2008            |
| 5  | Powerhouse         | Doppio ricatto          | 7 maggio 2007  | 2008            |
| 6  | Buried Treasure    | Passato e presente      | 14 maggio 2007 | 2008            |
| 7  | Father's Pride     | La notte di Soho        | 21 maggio 2007 | 2008            |
| 8  | Big Topped         | Il circo dei misteri    | 28 maggio 2007 | 2008            |